# International Spinal Cord Society
La International Spinal Cord Society es una asociación internacional dedicada al estudio de las lesiones de médula espinal y de su tratamiento. Fue fundada en 1961 por Ludwig Guttmann. Su sede se encuentra en Aylesbury, Reino Unido.